# Arroz doce
 (février 2016).
Si vous disposez d'ouvrages ou d'articles de référence ou si vous connaissez des sites web de qualité traitant du thème abordé ici, merci de compléter l'article en donnant les références utiles à sa vérifiabilité et en les liant à la section « Notes et références ».
L'arroz doce est un riz au lait portugais, saupoudré de cannelle. Il est également appelé arroz de função ou encore arroz de leite.

## Variantes dans d'autres pays
- Kheer, riz au lait indien
- Pulut hitam, riz au lait malais
- Risalamande, riz au lait danois
- Sütlaç, riz au lait turc
- Teurgoule, riz au lait normand